# Riječani Gornji
Riječani Gornji (cyr. Ријечани Горњи) – wieś w Bośni i Hercegowinie, w Republice Serbskiej, w gminie Modriča. W 2013 roku liczyła 170 mieszkańców.